# En fridens ängel ropar
En fridens ängel ropar är en kristen psalm. Texten är skriven av Johan Olof Wallin.
|  |
|  |

## Publicerad i
- 1819 års psalmbok, som nummer 483 under rubriken "Med avseende på de yttersta tingen: En trogen själs glädje att skiljas hädan".
- Den svenska psalmboken 1937, som nummer 565 under rubriken "H. De yttersta tingen: 2. Det kristna hoppet inför döden".